# Macis

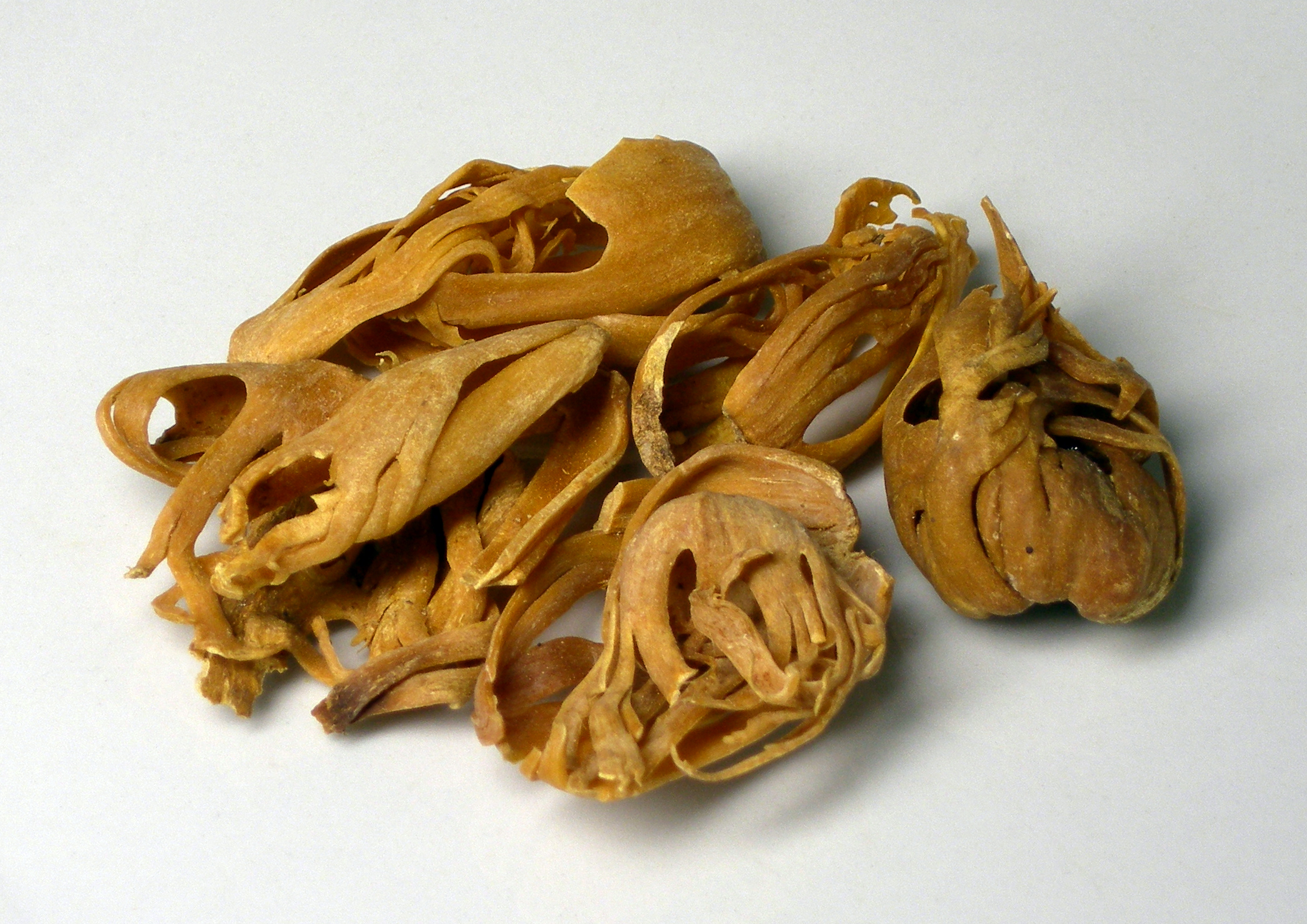
Macis: getrocknete Samenmäntel von Muskatnüssen

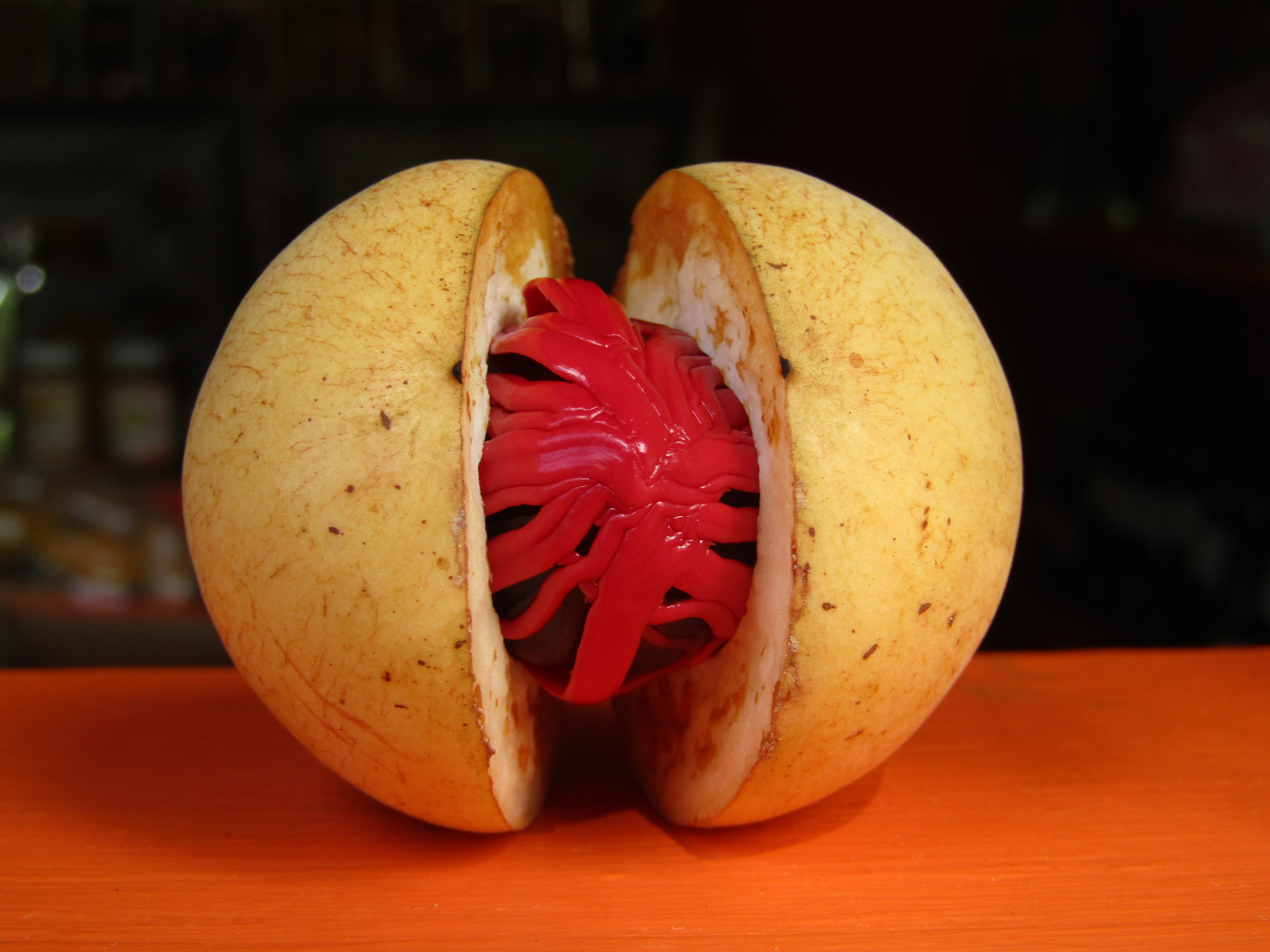
Aufgesprungene reife Frucht mit Muskatnuss im roten Samenmantel

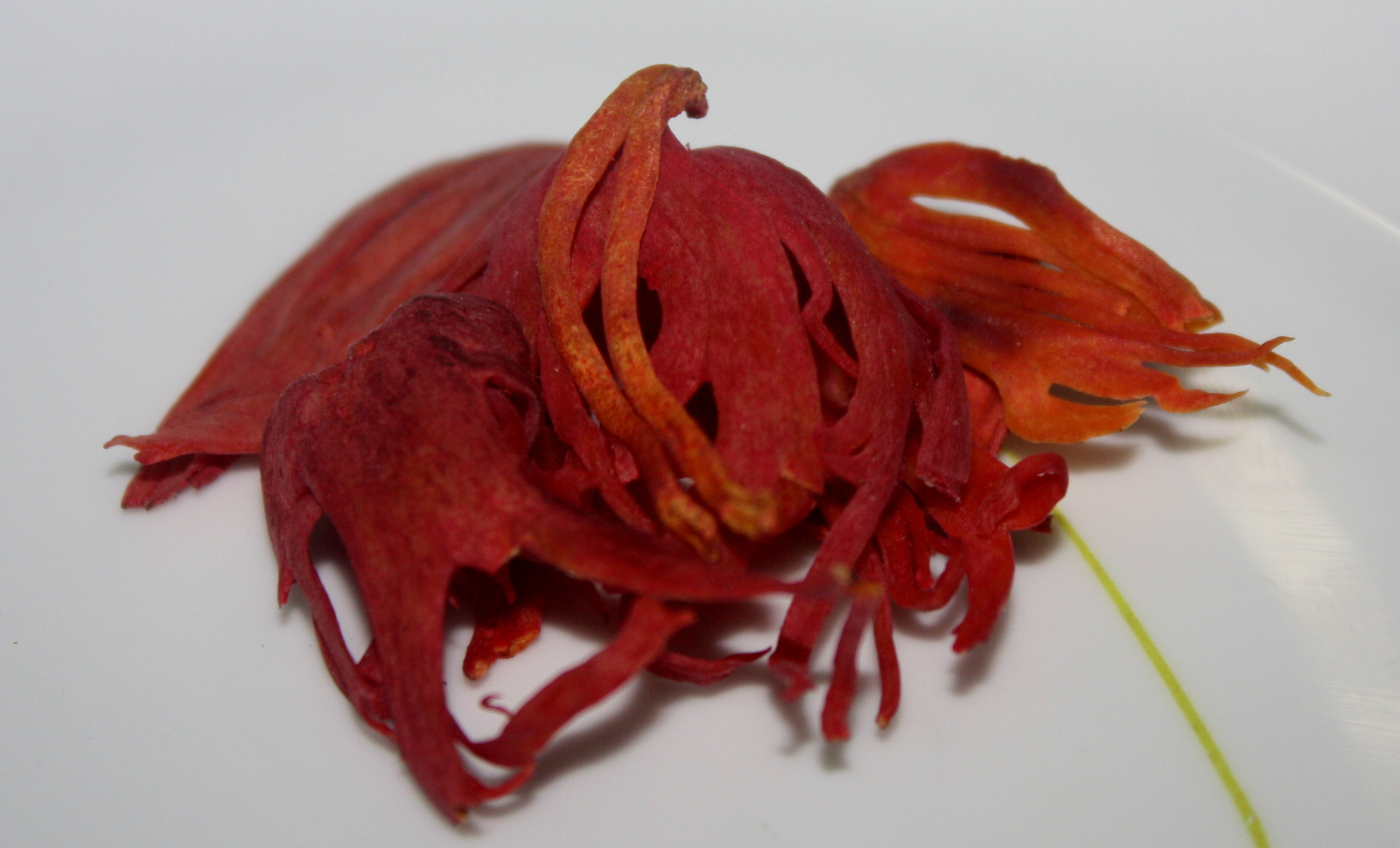
Samenmäntel nach dem Abziehen von den Muskatnüssen. Beim späteren Trocknen verlieren sie ihre rote Farbe.

Macis [ˈmatsɪs] oder eingedeutscht Mazis ist der Samenmantel der Frucht des Muskatnussbaums (Myristica fragrans), der vor allem als Gewürz verwendet wird.
Macis wird auch Muskatblüte genannt – früher hielt man das Gewürz irrtümlich für die getrocknete Blüte des Muskatnussbaums, fälschlicherweise gelegentlich auch für die Rinde des Muskatnussbaums. Ältere Bezeichnungen sind Muskatblume (mittelhochdeutsch muscātbluome) sowie Muskatenblüte und Muskatenblume.

## Gewinnung
In einer reifen Frucht ist die Muskatnuss (der Samenkern) von einem leuchtend roten Samenmantel umhüllt, in dessen Schlitzen man die dunkle Schale der Muskatnuss sehen kann. Nach der Ernte werden die Samenmäntel in Handarbeit von den Muskatnüssen abgezogen. Um das Gewürz Macis zu gewinnen, werden die Samenmäntel in der Sonne oder in Trockenräumen getrocknet und zwischendurch immer wieder flachgedrückt. Beim Trocknen wechselt die Farbe von Karminrot zu Orange bis Gelbbraun. Nach dem Trocknen sind die Samenmäntel etwa drei bis vier Zentimeter lang und etwa einen Millimeter dick.

## Verwendung
Getrocknet oder auch gemahlen wird Macis zum Würzen von Gebäck, Fleischgerichten und einigen Wurstsorten verwendet. Macis hat wie die Muskatnuss einen aromatisch-harzigen und leicht bitteren Geschmack, ist aber milder. 
Heute spielt Macis in der westlichen Küche nicht mehr die ausgeprägte Rolle, die sie noch im 18. Jahrhundert einnahm. In der bayerischen Küche wird Macis bei der Herstellung von Weißwürsten, Gelbwurst und Leberkäse verwendet. Auch in der niederländischen Küche spielt Macis eine gewisse Rolle (Indonesien war bis 1949 eine Kolonie der Niederlande).
Macis wird auch zur Zubereitung von Parfüms, Seifen und Salben verwendet.
In der ayurvedischen Medizin und in der indonesischen Volksmedizin ist Macis ein Heilmittel. 

## Geschichte
Macis wurde von arabischen Händlern im 11. Jahrhundert nach Europa gebracht. Gehandelt wurde die Ware mit dem Maß Sankal oder nach dem Troy-Gewicht.
Macis fand im Mittelalter bei Erkrankungen der Leber, Milz und des Magens als Arzneidroge Verwendung. Durch Auspressen wurde früher „Muskatbalsam“ (d. h. Muskatbutter) aus Macis gewonnen.